# Trzemżal
Trzemżal (prononciation : [ˈtʂɛmʐal]) est un village polonais de la gmina de Trzemeszno dans le powiat de Gniezno de la voïvodie de Grande-Pologne dans le centre-ouest de la Pologne.
Il se situe à environ 6 kilomètres à l'est de Trzemeszno (siège de la gmina), à 21 kilomètres à l'est de Gniezno (siège du powiat) et à 69 kilomètres à l'est de Poznań (capitale régionale).
Le village possédait une population de 333 habitants en 2011.

## Histoire
De 1975 à 1998, le village faisait partie du territoire de la voïvodie de Bydgoszcz.

Depuis 1999, Trzemżal est situé dans la voïvodie de Grande-Pologne.